# Idioma saek
El idioma saek, (แถร̄ก, en tailandés: ภาษาแสก) también llamado sek o taï sek, es una lengua kra-dai, hablada en Laos, Tailandia y China. Es una lengua amenazada.

## Clasificación
El saek pertenece al subgrupo de lenguas tai del norte, adscritas a las lenguas tai dentro de la familia tai-kadai.

## Distribución geográfica
Los saek forman tres poblaciones geográficamente separadas. En Tailandia, el idioma está desapareciendo. El mismo caso que en Laos, donde se sustituye por el idioma laosiano. Algunos saek viven en China, donde figuran como parte de la minoría zhuang.

## Fonología
Los tonos del idioma saek son (Hudak & Gedney 2010):
- 1 = /˧˦/ (/34/) medio llano, ligeramente ascendente al final
- 2 = /˩/ (/11/) bajo llano
- 3 = /˧˩ˀ/ (/31ˀ/) descendente bajo, con constricción glotal
- 4 = /˦˥˦/ (/454/) algo en pico
- 5 = /˥˨/ (/52/) alto descendente
- 6 = /˧˨ˀ/ (/32ˀ/) medio llano, ligeramente descendente y con constricción glotal

La división de tonos  del idioma saek es como sigue (véase idioma proto-tai).
|             | *A   | *B | *C | *DS | *DL |
| ----------- | ---- | -- | -- | --- | --- |
| Aspirado    | 2, 1 | 6  | 3  | 4   | 6   |
| No aspirado | 1    | 6  | 3  | 4   | 6   |
| Glotalizado | 1    | 6  | 3  | 4   | 6   |
| Sonoro      | 4    | 5  | 6  | 6   | 5   |